# Hutweide

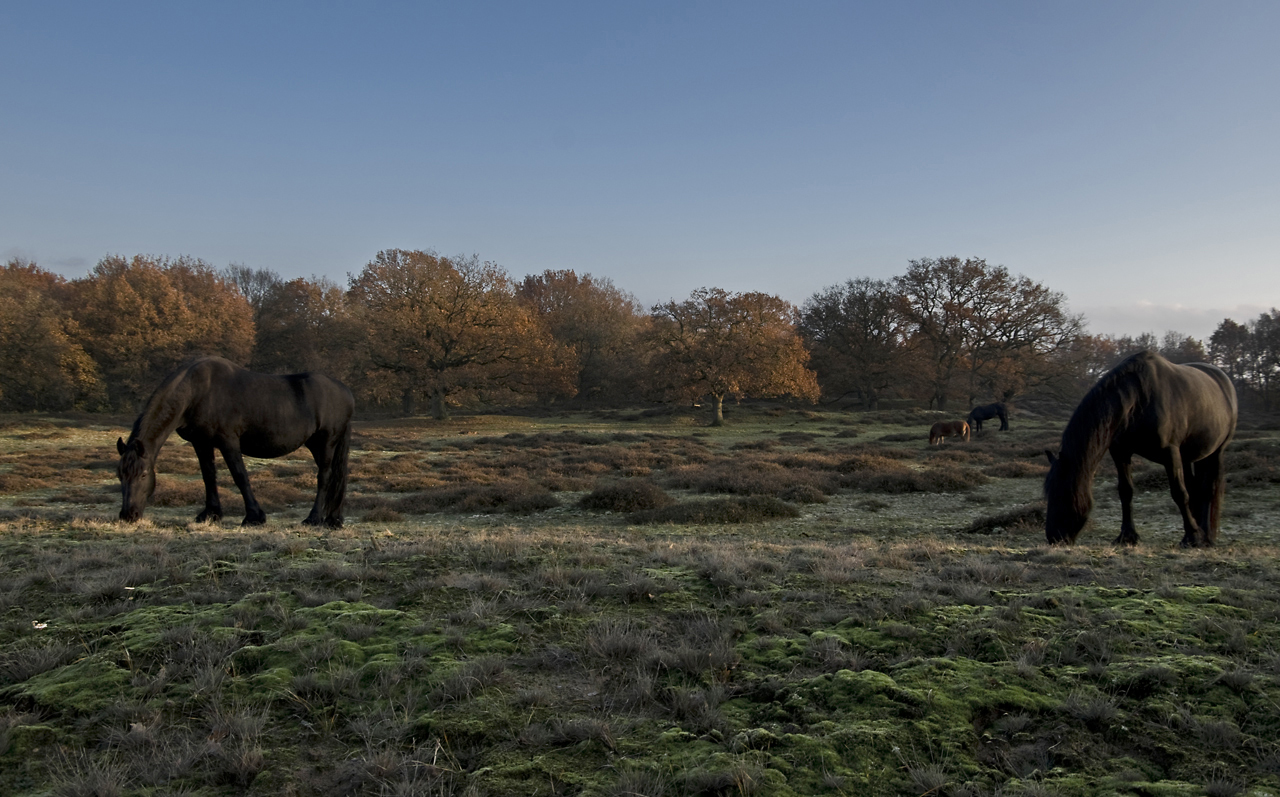
Zeugen der Hude: Pferde weiden zur Biotoppflege auf der ehemaligen Hutweide von Borken im Emsland

Der früher oft gebrauchte Ausdruck Hutweide (auch Hutung oder Magerweide) bezeichnet eine größere landwirtschaftliche Fläche, auf die Haustiere unter Aufsicht eines Hirten oder älteren Kindes zur Weide getrieben werden bzw. wurden.

## Beschreibung
Der Name ist heute in manchen Regionen kaum mehr gebräuchlich, lebt aber als Begriff der Landnutzung (u. a. in der Vermessung als definierte Kulturgattung) sowie in zahllosen Flurnamen weiter. Beispiele für letztere sind Hutweide, Hiataweid', Hutleiten, Hutwald, Hutgraben. Als sich in Europa die geregelte Viehwirtschaft etablierte, diente die Hutweide nicht nur zur Futtersuche (Weideland, Bodenfrüchte) der Schafe, Pferde, Rinder oder Ziegen, sondern auch zur Bodendüngung und zur langsamen Auslichtung allzu dichter Wälder.
Der letztgenannte Aspekt – als sogenannter Hütewald – war teilweise auch die Vorbereitung späterer Urbarmachung von Waldgebieten. Denn ein vom Weidevieh nach Gräsern und Früchten abgesuchtes Gehölz entwickelte sich zu einem lichteren Wald mit wenig Unterholz und besseren Wuchsbedingungen für Gräser und teilweise auch krautigen Pflanzen.
Später wurden die Hutweiden abgegrenzt, um Weiderechte zu sichern bzw. um den Personalbedarf zu verringern. Heute erlebt die Hutweide regional eine Renaissance, einerseits auf Almen (Bergweiden), anderseits für Zwecke des Naturschutzes (Erhaltung ländlicher Räume) und durch Wiederbelebung der Wanderhirten. Technisch erleichtert wird die Hutweide durch traditionelle flexible Weidezäune (Rinden-Jägerzaun etc.) und in den letzten Jahrzehnten durch elektrische Zäune, die heute meist mit Kabelrollen und feldtauglichen Akkus (also ohne Netzanschluss) aufgespannt werden.